# طواف كولومبيا 1998
طواف كولومبيا 1998 هو سباق دراجات هوائية أقيم بتاريخ أبريل 25 – مايو 10، تكون السباق من 15 مرحلة وامتدّ لمسافة 2438.1 كم بسرعة 39.5006 كم/س، استغرق السباق 61 ساعة 43 دقيقة 14 ثانية.